# Malthinus pamphylicus
Malthinus pamphylicus es una especie de coleóptero de la familia Cantharidae.

## Distribución geográfica
Habita en Turquía.